# Þorgerðr Hölgabrúðr og Irpa
Þorgerðr Hölgabrúðr (Thorgerdr Holgabrudr, betydende "Þorgerðr, Hölges brud" ) og Irpa (muligvis afledt af det norrøne jarpr, der betyder "mørkebrun".) er to asynjer i nordisk mytologi. De optræder i Jómsvíkinga saga, Njáls saga og Þorleifs þáttr jarlsskálds. Irpas navn optræder ikke uden disse fie kilder, mens Þorgerðr også bliver nævnt i digtene Skáldskaparmál, Færeyinga saga og Harðar saga ok Hólmverja fra den Yngre Edda, samt i Ketils saga hœngs.
Þorgerðr Hölgabrúðr bliver sæligt associeret med Haakon Sigurdsson (d. 995), og i Jómsvíkinga saga og Þorleifs þáttr jarlsskálds bliver Þorgerðr og Irpa beskrevet som søstre. Deres roller i disse kilder har været genstand for en del debat i forskningskredse.